# 한석진 (축구 선수)
한석진(2007년 12월 19일 ~ )은 대한민국의 축구 선수로 포지션은 중앙 미드필더이며 현재 K리그1 전북 현대 모터스 소속이다.